# 한국산지보전협회
한국산지보전협회(韓國山地保全協會, Korea Forest Conservation Association)는 산지보전을 위한 정부의 정책지원 및 국민여망에 부응하는 산지이용질서 확립을 도모할 목적으로 2004년 4월 1일 설립 허가된 대한민국 산림청 소관의 특수법인이다. 사무실은 대전광역시 서구 문정로 41번길 51 (탄방동 646) 창민빌딩 3~6층에 위치하고 있다.

## 설립 근거
- 산지관리법 제46조[1]

## 주요 사업
- 산지보전조사·연구 및 홍보
- 산지전용타당성조사
- 채석단지 이행실태조사
- 풍력발전시설 및 진입로 현장점검
- 재해타당성조사
- 복원사업 및 연구
- 산지정보시스템&산지전용통합정보시스템 운영관리 및 고객지원센터 운영

## 연혁
- 2023. 03. 10 모범도시숲 인증기관 지정

- 2021. 12. 14 산림청 도시숲지원센터 지정
- 2021. 09. 13 산림탄소상쇄 컨설팅 및 모니터링 기관 등록
- 2019. 12. 18 산림기술용역업 등록
- 2019. 10. 23 산림복원지원센터 지정(제2019-02호)
- 2018. 11. 01 초경량비행장치사용사업 등록
- 2017. 12. 19 대전사옥 이전(대전광역시 서구)
- 2015. 02. 01 민북지역산지관리단 신설
- 2014. 01. 01 산지정보시스템 위탁운영 실시
- 2013. 08. 01 산지연구센터 신설
- 2011. 07. 01 산지전용타당성조사 실시(산지관리법 제18조의2)
- 2010. 12. 07 산지전문기관 지정(산지관리법 시행령 제20조의2)
- 2004. 04. 01 설립(서울특별시 서초구)

## 조직

### 한국산지보전협회장

#### 경영전략본부
- 경영전략본부장
- 경영지원실
- 전략기획실
- 산지정보화센터

#### 산지조사본부
- 산지조사본부장
- 산지조사센터
- 산지보전센터
- 산지생태복원센터
- 산지안전점검단
- 목재수확지조사센터

#### 산지연구본부
- 산지연구본부장
- 산지정책연구센터
- 산지공간정보연구센터
- 그린시티조사연구센터
- 민북지역산지관리단